# Santa María del Tiétar
Santa María del Tiétar és un municipi de la província d'Àvila, a la comunitat autònoma de Castella i Lleó.